# 鵜の木商店街
鵜の木商店街（うのきしょうてんがい）とは、東急多摩川線・鵜の木駅を取り囲むように並んでいる商店街。東京都大田区鵜の木にある。

## 鵜の木商店連合会

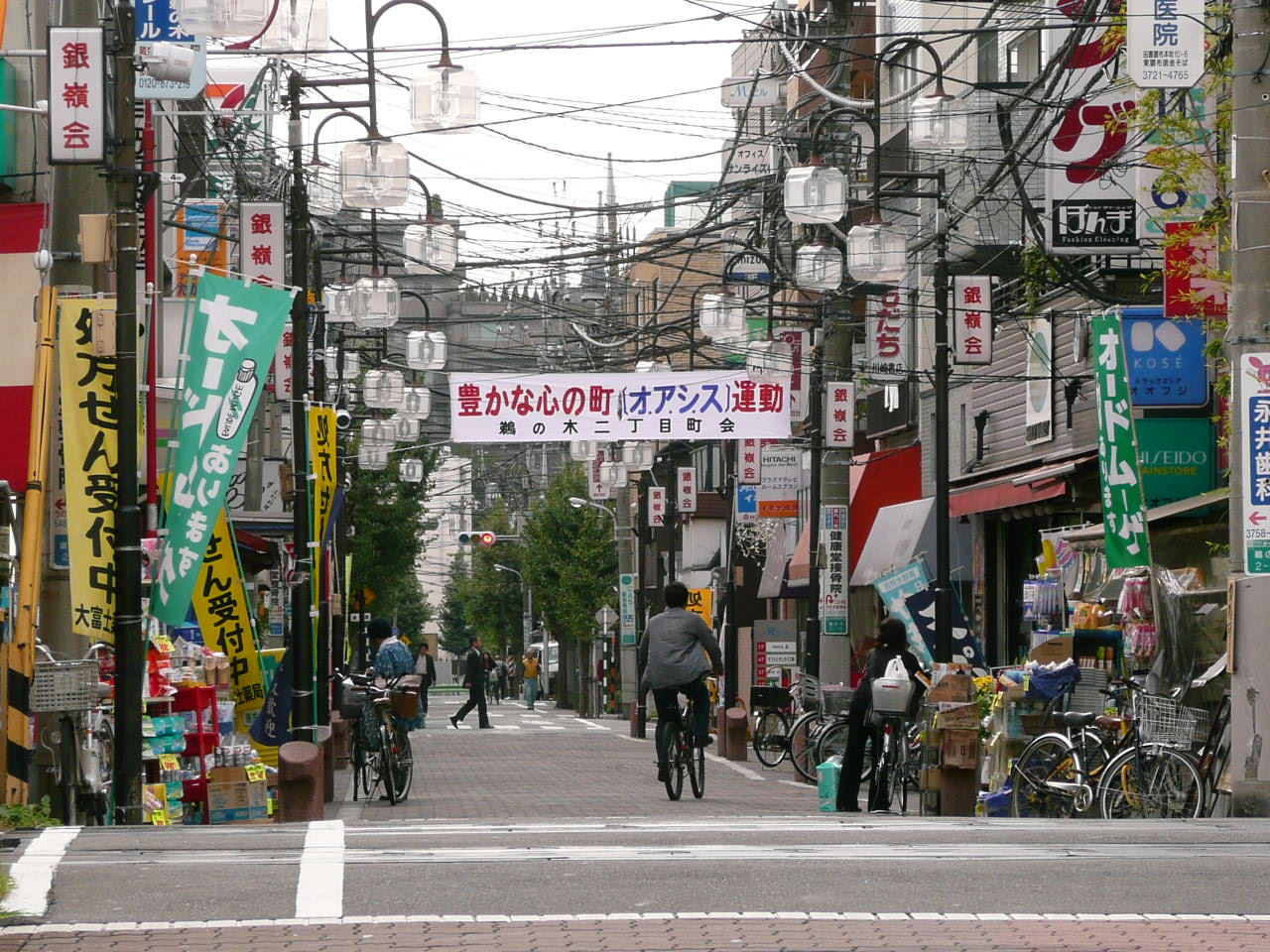
鵜の木商店街(2007年10月撮影)

鵜の木駅周辺に存在する商店会の連合組織として鵜の木商店連合会がある。連合は、下記の7商店会によって構成されている。
- 鵜の木富士見通り商店会
- 鵜の木平和会
- 鵜の木デパート会
- 鵜の木銀嶺商店会
- 松栄ショッピングセンター会
- 鵜の木東口商店会
- 鵜の木名店街

## 歴史
- 1953年 - 鵜の木商店連合会が結成される。
- 1989年 - 全国鵜の木まつりが始まる。

## 催事
・町たんけん嶺小クイズラリー

## 全国鵜の木まつり
全国にある「鵜の木（または鵜木）」の地名が付く13市町村から、土産品や出し物を集めて開催するイベント「全国鵜の木まつり」が行われており、前もって配布された「物産交換券」を使用して買い物などができるようになっている。開催時期は、毎年7月中旬から下旬頃となっている。
近年では資金難や人員確保の問題が浮上し、継続が困難視されていた時期もあったが、大田区からイベントに対しての補助金が出るようになったために、現在ではその問題も解消されている。